# Culex fasciolatus
Culex fasciolatus är en tvåvingeart som först beskrevs av Lutz 1904.  Culex fasciolatus ingår i släktet Culex och familjen stickmyggor. Inga underarter finns listade i Catalogue of Life.